# غول الضباء (الشرية)

تعديل مصدري - تعديل

غول الضباء هي إحدى قرى عزلة آل غنيم بمديرية الشرية التابعة لمحافظة البيضاء، بلغ تعداد سكانها 190 نسمة حسب تعداد اليمن لعام 2004.